# Лавінський Гліб Володимирович
Гліб Володимирович Лавінський (17 вересня 1933, Ленінград, нині Санкт-Петербург — 15 травня 2010, Київ) — український науковець, фахівець у галузі обчислювальної техніки та економічної кібернетики, доктор технічних наук (1975), професор (1978).

## Життєпис
Народився 17 вересня 1933 року у Ленінграді (нині Санкт-Петербург). 1956 року закінчив Київське вище інженерне радіотехнічне училище військ ППО, де й працював у 1960—1970 роках.
У 1970—1971 роки — працював в Українському науково-дослідному інституті науково-технічної інформації та техніко-економічних досліджень Держплану УРСР; 1973—1976 роки — у ВНДІ аналітичного приладобудування (ВНДІАП); 1976—1982 роки — в Українській філії НДІ з проєктування обчислювання центрів і систем економічної інформації (усі — Київ); водночас 1976—1980 роки — у Київському торгово-економічному інституті: 1976—1978 роки — завідувач; 1978—1980 роки — професор кафедри обчислювальної техніки; 1971—1973, 1980—1988 роки — у Київському інституті народного господарства: 1982—1988 роки — завідувач однойменної кафедри, 1988—1994 роки — професор кафедри цифрового обчислювання машин і програмування, 1994—1997 роки — професор кафедри економічної кібернетики Тернопільської академії народного господарства; 1997—1998 роки — у Київському НДІ «Агроресурси». Відтоді викладав у Києві в низці вишів, зокрема Українському фінансово-економічному інституті, технологій і дизайну та економічних університетах. 
Напрями наукового дослідження: автоматизація управління, розроблення автоматизованих систем управління військами, систем кодування інформації, інформаційно-пошукових та пошукових систем.

## Праці
- Представление и поиск данных в информационной системе: Учеб. пособ. — Київ, 1973 (співавт.);
- Математическое обеспечение: Курс лекций. — Київ, 1973;
- Поисковые системы. — Київ, 1979 (співавт.);
- Теоретические основы автоматизации управления экономическими системами. — Київ, 1988 (співавт.);
- Построение и функционирование сложных систем управления. — Київ, 1989;
- Автоматизовані системи обробки економічної інформації: підручник для студ. екон. спец. вищ. навч. закладів. — Київ, 1995. (співавт.);
- Моделювання економічної динаміки. — Київ, 2006 (співавт.);
- Математичні моделі трансформаційної економіки. — Київ, 2006 (співавт.).